# Андрија Вуковић
Андрија Вуковић (20. септембар 1812 — 23. април 1884) био је српски инжењер.

## Биографија
Технички факултет завршио је у Будимпешти. До 1852. радио у будимпештанској општини, а затим као окружни инжењер у Шапцу.
После две године рада изван земље, опет се враћа у Србију и ради као државни и општински инжењер. Између осталог пројектовао је зграду Етнографског музеја у улици Кнеза Милоша, хотела Балкан и хотела Лондон (све три срушене), зграду Управа монопола у Кнез Михајловој улици бр 40 (дограђена два спрата 1930),
Архитектура Вуковићевих зграда била је ренесансно-барокна у скромној и пречишћеној обради.
Вуковић је био први домаћи инжењер који је радио као архитекта у обновљеној Србији.